# La danza degli scheletri
La danza degli scheletri (The Skeleton Dance) è un film del 1929 diretto e prodotto da Walt Disney. È il primo cortometraggio d'animazione della serie Sinfonie allegre, distribuito negli Stati Uniti dalla Columbia Pictures il 29 agosto 1929. È stato distribuito in DVD col titolo Danza degli scheletri. Il corto è sbloccabile anche nel videogioco Epic Mickey 2: L'avventura di Topolino e Oswald.

## Trama
È una notte tempestosa. Nel cimitero di un piccolo villaggio, un gufo bubola spaventato rimanendo appollaiato sul ramo dell'albero, un lupo ulula alla luna e due gatti neri stanno litigando per ragioni ignote quando la loro disputa viene interrotta da alcuni scheletri che escono dalle tombe e iniziano a danzare e suonare, usando se stessi come xilofoni. Allo scoccare delle cinque del mattino, gli scheletri smettono di ballare e rientrano nelle rispettive tombe.

## Produzione
Dopo che erano stati distribuiti alcuni corti della serie Mickey Mouse, Walt Disney voleva esplorare nuove aree artistiche in una serie diversa. L'idea venne dal compositore Carl Stalling, che propose a Disney una serie di corti musicali dove figure inanimate prendevano vita e danzavano al ritmo della musica. Stalling suggerì anche il soggetto de La danza degli scheletri, basato su un numero di vaudeville che amava particolarmente. Il 23 settembre 1928 Walt scrisse al fratello Roy descrivendogli l'idea e citando anche l'uso della "Marcia dei troll" (op. 54-3, 1893) di Edvard Grieg. L'animazione fu realizzata quasi interamente da Iwerks, con l'aiuto di Les Clark e Wilfred Jackson.

## Distribuzione

### Edizioni home video

#### VHS
America del Nord
- Scary Tales (1983)

Italia
- Cartoon Festival III (settembre 1982)[5][6]

#### DVD
Il cortometraggio fu distribuito in DVD-Video nel secondo disco della raccolta Silly Symphonies, facente parte della collana Walt Disney Treasures e uscita in America del Nord il 4 dicembre 2001 e in Italia il 22 aprile 2004. Il corto è stato incluso anche nel secondo disco di un'altra raccolta della collana, Le avventure di Oswald il coniglio fortunato, uscita in America del Nord l'11 dicembre 2007 e in Italia il 28 maggio 2009.

#### Blu-ray Disc
La danza degli scheletri è visibile integralmente nel secondo disco della prima edizione Blu-ray Disc di Biancaneve e i sette nani (uscita in America del Nord il 6 ottobre 2009 e in Italia il 3 dicembre), in particolare nel dietro le quinte Gli Hyperion Studios.

## Accoglienza

### Critica
Variety recensì il film affermando: "Il titolo racconta la storia, ma non il numero di risate incluse in questo cortometraggio animato. Il numero è alto. Il picco viene raggiunto quando uno scheletro suona la spina dorsale di un altro come uno xilofono, usando un paio di cosce come martelli. L'accompagnamento musicale perfettamente sincronizzato completa l'effetto". The Film Daily lo definì "uno dei corti a cartoni animati più originali mai mostrati su uno schermo", citando a sua volta la scena dello xilofono. Nel 1994 si classificò al 18º posto nel libro The 50 Greatest Cartoons.